# Милан Смръчка (Завиш)
Милан Смръчка (на чешки: Milan Smrčka), известен с прякора си Завиш (Záviš), е чешки поет, фолк певец и текстописец. Известен е като „Князът на порно фолка“. Свири на акустична китара. Стилово текстовата част от творбите му се определят като порнофолк, което го прави доста популярен в Чехия. Текстовете му са наситени с нецензурни думи и словосъчетания. Голяма част от творчеството си издава сам — с лични средства.

## Биография
Милан Смръчка е роден на 27 септември 1956 година в моравския град Зноймо, Чехословакия. Творчеството му съдържа редица автобиографични елементи и житейски случки. Поради използването на нецензурни думи той често е подлаган на критика.
Като стил порнофолкът в Чехия си има и фестивал – Порнофест. Идеята е там ежегодно да се събират водещите представители на това течение във фолк музиката. За първи път Порнофестът се състои през 2010 година. На следващата година обаче фестивалът е отменен само няколко дни преди началото му. След това Порнофест не е организиран.
Милан Смръчка започва своята музикална кариера през 1998 г. През 2006 година радио „Хей“ в град Бърно призова слушателите си да гласуват за Завиш в анкетата „Чешки славей“. По-късно обаче радиото се дистанцира от призива, защото „Завиш не се бил харесвал на спонсорите им“. Оттогава популярността на Завиш рязко нараства.
Милан Смръчка изнася концерти в цяла Чехия. Има постоянно запазена сцена в два от пражките клубове „Вагон“ и „Над Викторкоу“, както и по един ден в месеца в клуб „Мелодка“ в град Бърно. През 2005 година той е един от участниците в благотворителен концерт, организиран от Чешка телевизия. Изнася концерти с участие и на други изпълнители, като Даша Воката, Хевер & Вазелина, групата „Панацилаге Лок“, Йозеф Клич и групата „Трите сестри“.
Милан Смръчка е основната фигура във филма на известния чешки документалист Карел Вахик, който през 2006 г. прави документален филм със заглавие „Завиш, принцът на порнофолка“. Дори известният в миналото чешки популярен певец Карел Гот се изказва ласкаво за неговото творчество.

### Дискография
- Určeno pro uši rabijáků (1998, издадено с лични средства)
- Slunce v duši (2000, издадено с лични средства)
- Záviš, syn vojáka (2001, издадено с лични средства)
- Sejdeme se na věčnosti (2002, издадено с лични средства)
- Radost pohledět (2004, издадено с лични средства) включва рок и блус елементи
- Život je sranda (2005, издадено с лични средства)
- Když prší (2006, издадено с лични средства)
- Rolník a rorýsek /1975 – 2007/ (2007, FT Records) – компилация от вече издадени песни
- Bože, já jsem vůl! (2008, издадено с лични средства)
- Závišova Devátá (2009, издадено с лични средства)
- Záva a Pepa / Naživo za pivo (2010, Ears&Wind Records) – запис от концерт, състоял се в бърненския клуб Боро с участие но Йозеф Клич (Josef Klíč) – декември 2009
- Nevytahuj mi ho prosím na veřejnosti (2012, prosinec)
- K tomu nic (2014, Ears&Wind Records)
- Závišova dvanáctka (2016, Ears&Wind Records)
- U prdele (2018, Ears&Wind Records)
- Hrci-prci (2020, Ears&Wind Records)
- Výlet do Znojma (2022)

### Книги
- Oběšený Petr (1999, издадено със собствени средства  илюстрации Карел Покорни (Karel Pokorný); 2013, издателство Ears&Wind Records; 2. издания, илюстрации Владимир Стикал (Vladimír Smýkal), допълващите текстове са написани от Карел Лала (Karel Lála), издателство Emir&Chali a Fido)
- Konec zhuntovaného kavalíra (2001, издателство Julius Zirkus, илюстрации Владимир Копески (Vladimír Kopecký))
- Záviš, pacient Šafáře (2003, издателство Julius Zirkus, илюстрации Кристина Шилеровата (Kristina Šilerová))
- Ať žije republika! (2005, издателство Julius Zirkus, 'илюстрации Кристина Шилеровата (Kristina Šilerová))
- Nedá se svítit… (2007, издателство Julius Zirkus, 'илюстрации Кристина Шилеровата (Kristina Šilerová))
- Prvé písně Závišovy (2008, издателство Julius Zirkus, 'илюстрации Кристина Шилеровата (Kristina Šilerová))
- Pičoviny (2010, издателство Julius Zirkus, илюстрации Рудолф Шмид (Rudolf Šmíd))
- Veršíky z putyky (2012, издателство Julius Zirkus, илюстрации Тамара Блажкова (Tamara Blažková))
- Krůček od hajzlu (2013, издателство Julius Zirkus, илюстрации Тамара Блажкова (Tamara Blažková))
- Let balónem (2015, издателство Julius Zirkus, илюстрации Кристина Шилеровата (Kristina Šilerová))
- Muzikant (2017, издателство Maťa, илюстрации Владимир Стикал (Vladimír Smýkal))
- Pralinky z mašinky (2020, издателство Julius Zirkus, илюстрации Щепан Малек (Štěpán Málek))

### Участие в документални филми
- Záviš, kníže pornofolku… (2006, документален филм на режисьора Карел Вахек Karel Vachek. Милан Смръчка е автор на песните във филма)
- Kokot a perly (2006, кратък документален филм на режисьора Вацлав Хануш (Václav Hanuš)
- Záviš, kníže pornofolku (2018, кратък аматьорски филм на Анешка Хорова (Anežka Horová)